# جامپرتاون (میسیسیپی)
جامپرتاون (به انگلیسی: Jumpertown) شهرکی در ایالت میسیسیپی کشور ایالات متحده آمریکا است که جمعیت آن در سرشماری سال ۲۰۱۰ میلادی، ۴۸۰
نفر بوده‌است.